# Rainbach im Mühlkreis
Rainbach im Mühlkreis là một đô thị ở huyện Freistadt bang Oberösterreich, nước Áo. Đô thị này có diện tích 49,1 km², dân số thời điểm ngày 31 tháng 12 năm 2005 là 2901 người..